# Retraite feinte

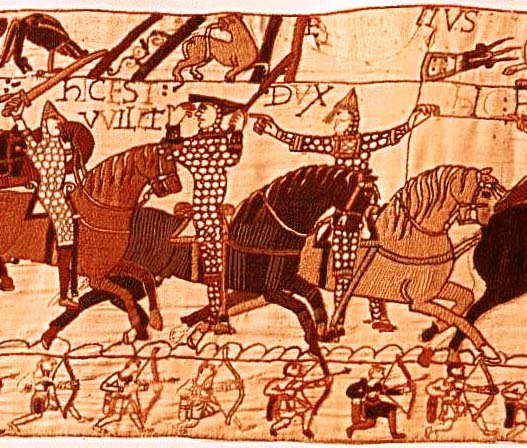
Guillaume le Conquérant relevant son heaume pour prouver qu'il est en vie lors de la Bataille de Hastings. (Tapisserie de Bayeux)

Une retraite feinte est une tactique militaire où une force militaire simule un retrait ou une déroute, afin de faire croire à un ennemi qu'elle se trouve en position de vulnérabilité.
Une retraite feinte est l'un des tactiques militaires les plus difficiles à maîtriser, requérant des troupes bien disciplinées. Ce parce que si l'ennemi presse des troupes, des troupes indisciplinées sont susceptibles de manquer de cohérence dans l'action, et la retraite susceptible de ne plus être feinte.

## Histoire
Sun Tzu (544?–496? AC) écrivit, dans L'Art de la guerre :  "Ne pas poursuivre un ennemi qui simule la fuite". Ce conseil prévient contre la poursuite d'un ennemi qui soudainement fuit ou montre une faiblesse, puisqu'il peut s'agir de la préparation à une embuscade.
Hérodote mentionna que l'armée spartiate utilisa la tactique de la retraite feinte à la bataille des Thermopyles (480 av. J.-C.) pour vaincre une troupe de Immortels perses.
Avant la bataille d'Agrigente, en Sicile (262 av. J.-C.), la première bataille rangée de la première guerre punique, et la première confrontation à large échelle entre Carthage et la République romaine, le général carthaginois Hannon, fils d'Hannibal, fut envoyé pour porter secours au Carthaginois assiégés à Agrigente par les Romains. Hannon demanda à sa cavalerie numide d'attaquer la cavalerie romaine puis de feindre une retraite. Les Romains poursuivirent les Numides, et furent conduits directement face aux forces principales carthaginoises, où ils subirent de lourdes pertes. Le siège romain dura encore de longs mois avant qu'ils ne puissent vaincre les Carthaginois.
En 221 av. J.-C., Xenoetas, un Grec achéen au service du roi séleucide Antiochos III, fut envoyé avec une armée contre le satrape rebelle mède Molon. Xenoetas traversa le Tigre mais tomba dans un piège tendu par Molon, qui feint de se retirer, mais qui fit soudainement volte-face, et surprit Xenoetas alors que ses soldats étaient enivrés. Xenoetas fut tué, et son armée taillée en pièces.
Le 12 juin 910 lors de la bataille de Lechfeld, qui s'est tenue au sud d'Augsbourg et connue en Hongrie sous le nom de bataille d'Augsbourg, la cavalerie légère hongroise, utilisant à diverses reprises leurs arcs composites, simulèrent diverses retraites pour attirer la cavalerie lourde de l'une des armées allemandes du roi Louis IV de Germanie. Les Hongrois détruisirent d'abord la cavalerie lourde allemande, et puis l'infanterie  (Les Hongrois avaient utilisé avec succès de tactiques similaires 11 ans plus tôt, en 899, contre les Italiens lors de la bataille de la Brenta). Plus tard, le 22 juin 910 lors de la bataille de Rednitz, les Hongrois anéantirent l'autre armée allemande du roi Louis.

En 1066, Guillaume le Conquérant adopta cette tactique avec succès à deux reprises à la bataille d'Hastings.
À la bataille de Harran (7 mai 1104) entre les États latins d'Orient de la Principauté d'Antioche et le comté d'Édesse d'un côté, et les Turcs seldjoukides de l'autre, les Seldjoukides fuirent devant les Croisés en une retraite feinte. La poursuite dura deux jours. Quand les Seldjoukides, firent face, les Croisés furent pris au dépourvu et mis en déroute.
Durant l'invasion mongole de l'empire Khorezmien (1219–21), le troisième jour de l'assaut de 1220 de Gengis Khan sur la capitale, la garnison de Samarcande lança une contre attaque. Gengis Khan, feignant une retraite, emmena la moitié de la garnison hors de la ville et la massacra en bataille rangée.
Au cours de la bataille de Kizaki, au Japon (juin 1572), les forces de Shimazu Takahisa, dix fois moins nombreuses que celles d'Itō Yoshisuke, l'emportèrent, en usant d'une retraite feinte.

## Exemples
(août 2023).
- Bataille d'Agrigente (262 av. J.-C.)
- Bataille de Bagradas (239 av. J.-C.)
- Bataille de la Trébie (218 av. J.-C.)
- Bataille de Tigranocerta (69 av. J.-C.)
- Bataille de Carrhes (53 av. J.-C.)
- Bataille de Bagradas (49 av. J.-C.)
- Bataille de Lugdunum (197)
- Bataille de Bowang (202)
- Bataille de Naissus (268)
- Bataille de Salsu (612)
- Bataille de Huoyi (617)
- en:Heraclius' campaign of 622
- en:Battle of Sarus (625)
- Bataille de Ninive (627)
- Bataille de Nahavand (642)
- Bataille de Nechtansmere (685)
- Bataille de l'Amblève (716)
- en:Battle of Brenta (899)
- en:Battle of Lechfeld (910)
- en:Battle of Püchen (919)
- Bataille d'Arcadiopolis (970)
- Bataille de Conquereuil (992)
- Bataille d'Hastings (1066)
- Bataille de Kalavrya (1078)
- en:Bataille de Larissa (1083)
- Bataille de Harran (1104)
- en:Battle of Al-Sannabra (1113)
- en:Siege of Sozopolis (1120)
- Bataille de La Fontaine du Cresson (1187)
- Deuxième bataille de Tarâin (en) (1192)
- Bataille d'Andrinople (1205)
- en:Battle of Caucasus Mountain (1222)
- Bataille de la Kalka (1223)
- en:Battle of Chmielnik (1241)
- Bataille de Legnica (1241)
- Bataille d'Aïn Djalout (1260)
- Bataille de Moclín (1280)
- en:Battle of the Gulf of Naples (1284)
- en:Battle of Kili (1299)
- Bataille de la Vorskla (1399)
- Bataille de Grunwald (1410)
- Bataille de Lipany (1434)
- en:Battle of Ohrid (1464)
- en:Battle of Marv (1510)
- en:Battle of Acajutla (1524)
- Bataille d'Ancrum Moor (1545)
- Bataille de Kizaki (1572)
- Bataille de l'île Hansan (1592)
- en:Battle of Traigh Ghruinneart (1598)
- en:Battle of Mirăslău (1600)
- en:Battle of Urmia (1604)
- Bataille de Kircholm (1605)
- Bataille de Prostki (1656)
- en:Battle of Musgrove Mill (1780)
- Bataille de Castiglione (1796)
- en:Battle of Delhi (1803)
- Bataille d'Austerlitz (1805)
- Bataille de Fetterman (1866)